# Ministres d'Henri III
Royaume de France
Ministres de Charles IX Ministres de Henri IV
Ministres de Henri III du 30 mais 1574 au 2 aout 1589
- Secrétaire d'État à la Maison du Roi :
  - 1570 – 1579 : Simon Fizes de Sauve ;
  - 1579 – 8 septembre 1588 : Villeroy Brulard ;
  - 1579 – 8 septembre 1588 :  Claude Pinart ;
  - 15 septembre 1588 – 6 novembre 1613 : Martin Ruzé de Beaulieu.
- Secrétaire d'État des Affaires étrangères :
  - 22 octobre 1567 – 1579 : Simon Fizes de Sauve ;
  - 28 octobre 1567 – 1588 : Nicolas IV de Neufville de Villeroy ;
  - 8 juin 1569 – 1588 : Pierre Brûlart, seigneur de Genlis ;
  - 13 septembre 1570 – 1588 : Claude Pinart, seigneur de Comblisy et de Cramailles ;
  - 1er janvier 1589 – 17 septembre 1594 : Louis de Revol.
- Secrétaire d'État de la Guerre :
  - Septembre 1570 – 27 novembre 1579 : Simon Fizes de Sauve (en même temps à la Maison du Roi) ;
  - 1579 – 8 septembre 1588 : Nicolas IV de Neufville de Villeroy ;
  - 1er janvier 1589 – 25 septembre 1594 : Martin Ruzé de Beaulieu.
- Secrétaire d'État de la Marine :
  - 15 septembre 1588 – 6 novembre 1613 : Martin Ruzé de Beaulieu.
- Garde des sceaux de France :
  - 17 mars 1573 – septembre 1578 : René de Birague, cardinal, évêque de Soissons ;
  - Septembre 1578 – 31 août 1588 : Philippe Hurault de Cheverny ;
  - 6 septembre 1588 – 1er août 1589 : François II de Montholon.
- Chancelier de France :
  - 1583 : Philippe Hurault de Cheverny, nommé à la mort de Birague, le 24 novembre 1583 jusqu'au 29 juillet 1599.
- Grand chambellan de France :
  - 1562 – 1589 : Charles de Lorraine, duc de Mayenne.
- Surintendant des finances :
  - 10 septembre 1574 – 8 septembre 1588 : Pomponne de Bellièvre ;
  - 8 septembre 1588 – 24 octobre 1594 : François d'O.
- Grand maître de France :
  - 1563 – 1588 : Henri Ier de Lorraine, duc de Guise ;
  - 1588 – 1594 : Charles Ier de Lorraine, duc de Guise.
- Grand maître de l'artillerie de France :
  - 1569 – 1578 : Armand de Gontaut-Biron ;
  - 1578 – 1596 : Philibert de La Guiche (†1607), seigneur de La Guiche.